# Sucha Woda Gąsienicowa
Sucha Woda (słow. Suchá voda, niem. Suchabach, węg. Suchapatak), dla odróżnienia od innych nazywana Suchą Wodą Gąsienicową – potok płynący Doliną Suchej Wody w Tatrach Polskich. Wypływa z Zielonego Stawu Gąsienicowego w Dolinie Gąsienicowej (1672 m n.p.m.) i płynie poprzez Dolinę Gąsienicową i Dolinę Suchej Wody. Wykaz hydronimów za górny bieg Suchej Wody uznaje Czarny Potok.
Łożysko Suchej Wody tworzy naturalną granicę pomiędzy Tatrami Zachodnimi i Tatrami Wysokimi. Po wschodniej stronie Toporowego Stawu Niżniego łożysko to zmienia kierunek z północnego na północno-wschodni i płynąc nieco na południe od Drogi Oswalda Balzera, na odcinku o długości ponad 1 km (po Wawrzeczkową Cyrhlę), tworzy naturalną granicę między Tatrami a Rowem Podtatrzańskim. Już poza obrębem Tatr w miejscowości Małe Ciche na wysokości 830 m łączy się z Filipczańskim Potokiem, tworząc Cichą Wodę (Cichowiańską Wodę).
Nazwa potoku pochodzi od tego, że w całym górnym biegu aż do Wawrzeczkowej Cyrhli jego koryto jest w większości suche. Wypełnione jest otoczonymi przez wodę granitowymi głazami. Wiele z nich porośnięte jest czerwonymi glonami Trentepohlia. Woda pojawia się w nim tylko po większych opadach. Mimo że dnem Doliny Zielonej Gąsienicowej przebiega koryto potoku Sucha Woda, to i tak część wód tej doliny przepływa podziemnymi przepływami do Doliny Goryczkowej, gdzie wypływa w Goryczkowym Wywierzysku, Doliny Kasprowej (wypływa tu w Jaskini Kasprowej Niżniej) i Doliny Olczyskiej, gdzie wypływa w Wywierzysku Olczyskim.
Sucha Woda jest ciekiem IV rzędu, jej dorzecze (cieki V rzędu) ma powierzchnię 26,9 km², z czego 85% znajduje się w Tatrach, a tylko 15% w obrębie Podhala. Długość potoku do Filipczańskiego Potoku wynosi 13,01 km, z tego w obrębie Tatr 9,56 km. Średni spadek wynosi 7,36%. Głównymi dopływami Suchej Wody są (w kolejności od góry w dół): Czarny Potok, Żółty Potok i Pańszczycki Potok (wszystkie są prawobrzeżne). Zasilany jest także wypływem z Wywierzyska Suchej Wody.

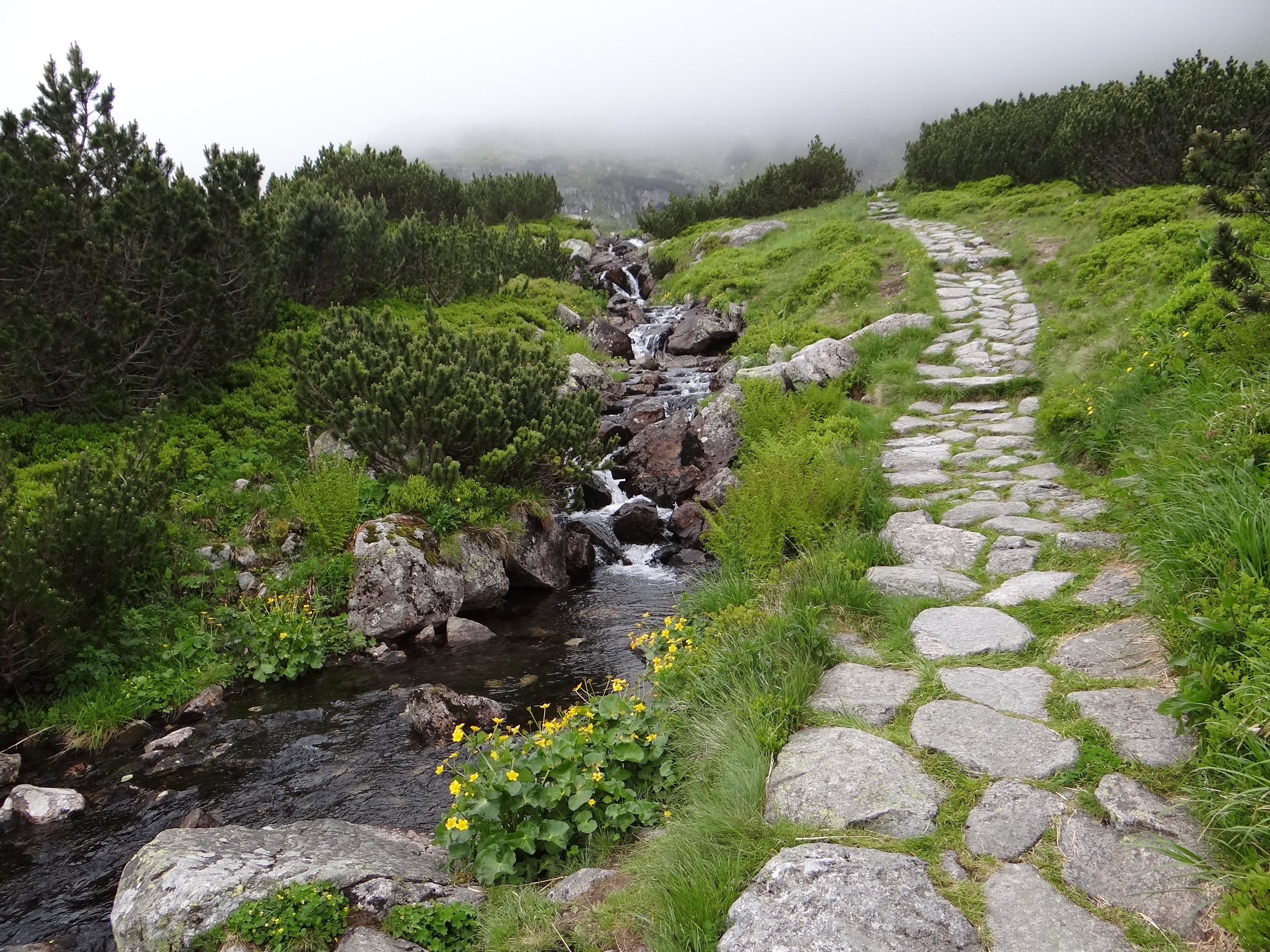
Ciek wypływający z Zielonego Stawu Gąsienicowego